# 夏海村
夏海村（なつみむら）は茨城県鹿島郡にかつて存在した村である。
現在の鉾田市、旧・旭村の北部に位置する。

## 地理
太平洋に面し、涸沼の東岸に位置していた。

## 歴史

### 村域の変遷
- 1889年（明治22年）4月1日 - 町村制施行により、鹿島郡荒地村・上釜村・神山村・沢尻村・成田村が合併し成立。
- 1955年（昭和30年）
  - 3月3日 - 大谷村・諏訪村と新設合併し、旭村が発足。同日夏海村廃止。
  - 7月23日 - 旧村域の一部（神山と成田の一部）が大洗町に編入。

## 人口・世帯

### 人口
総数 [単位： 人]
| 1891年（明治24年） | 2,380 |
| 1920年（大正 9年） | 2,947 |
| 1935年（昭和10年） | 3,225 |
| 1950年（昭和25年） | 4,025 |

### 世帯
総数 [単位： 世帯]
| 1920年（大正 9年） | 644 |
| 1935年（昭和10年） | 629 |
| 1950年（昭和25年） | 699 |

## 交通

### 道路
二級国道
- 国道123号（現・国道51号）

## 出身者
- 亀山甚 - 常陽銀行頭取[1]